# Broderick Jones
Broderick Bernard Jones (Lithonia, 16 maggio 2001) è un giocatore di football americano statunitense che milita nel ruolo di offensive tackle per i Pittsburgh Steelers della National Football League (NFL).

## Carriera universitaria
Jones passò la sua prima stagione a Georgia come redshirt, potendo cioè allenarsi con la squadra ma non scendere in campo. Nel 2021 la sua produzione aumentò e disputò quattro partite come titolare al posto dell'infortunato Jamaree Salyer. A fine anno fu inserito nella formazione ideale dei debuttanti della Southeastern Conference (SEC) e vinse il campionato NCAA. Nel 2022 fu inserito nella formazione ideale della SEC e vinse il secondo campionato consecutivo.

## Carriera professionistica
Jones era considerato uno dei migliori offensive tackle selezionabili nel Draft NFL 2023 e una scelta della prima metà del primo giro. Il 27 aprile fu chiamato come quattordicesimo assoluto dai Pittsburgh Steelers. Debuttò come professionista subentrando nella gara del primo turno persa contro i San Francisco 49ers. La sua prima stagione si chiuse disputando tutte le 17 partite, di cui 11 come titolare.